# HMS Modeste (U42)
«Модест» (англ. HMS Modeste (U42)) — військовий корабель, шлюп типу «Модифікований Блек Свон» Королівського військово-морського флоту Великої Британії за часів Другої світової війни.

## Історія створення
Шлюп «Модест» був закладений 15 лютого 1943 року на верфі компанії Chatham Dockyard у Кенті. 29 січня 1944 року він був спущений на воду, а 3 вересня 1945 року увійшов до бойового складу Королівських ВМС Великої Британії.

## Історія служби
Після вступу у стрій шлюп «Модест» використовувався як навчальний корабель для підготовки комендорів, а з 1950 року — як базове навчальне судно підготовки морських кадетів. Після ремонту наприкінці 1952 року корабель увійшов до бойового складу флоту. У січні 1953 року прибув на Далекий Схід, де увійшов до складу 3-ї ескадри фрегатів.
У жовтні-листопаді 1956 року «Модест» перебував у Червоному морі, де взяв участь в операції «Мушкетер» під час Суецької кризи, здійснюючи блокаду Суеца. Потім знову ніс службу на Далекому Сході.
Наприкінці 1958 року корабель повернувся до Великої Британії і виведений в резерв у Портсмуті.
У 1961 році був зданий на злам.